# Abilly
Abilly – miejscowość i gmina we Francji, w Regionie Centralnym, w departamencie Indre i Loara.
Według danych na rok 1990 gminę zamieszkiwało 1145 osób, a gęstość zaludnienia wynosiła 38 osób/km² (wśród 1842 gmin Regionu Centralnego Abilly plasuje się na 343. miejscu pod względem liczby ludności, natomiast pod względem powierzchni na miejscu 337.).